# 러블리 본즈 (영화)
《러블리 본즈》(영어: The Lovely Bones)는 피터 잭슨이 감독한 2009년 공개된 초자연론 픽션 드라마 영화이다. 2002년 앨리스 베스트 셀링을 수상한 앨리스 시볼드의 동명의 소설을 원작으로 한다. 시얼샤 로넌, 마크 월버그, 레이철 바이스, 수전 서랜던, 스탠리 투치, 마이클 임페리올리가 출연한다. 이 영화는 '아픔을 통해 더욱 깊어지고 단단해지는 사랑'을 뜻하는 제목처럼 연쇄살인범에게 희생된 사춘기 소녀를 화자로 내세워 그녀의 사후 성장과 남겨진 가족의 상처와 치유를 그려냈다. 미국, 영국 및 뉴질랜드 간의 국제 공동 제작으로, 영화는 캐롤린 커닝햄, 프랜 월시, 잭슨, 앤 브러닝, 스티븐 스필버그, 테사 로스, 켄 카민스 및 제임스 윌슨이 제작 프로듀서로 참여했다.
본 촬영은 2007년 10월부터 뉴질랜드와 미국 펜실베이니아주에서 시작 되었다. 이 영화의 음악은 브라이언 에노사 작곡하였다. 영화는 2009년 12월 26일 뉴질랜드에서 개봉되었고, 2010년 1월 국제적으로 개봉되었다. 이 영화의 미국 개봉 날짜는 2009년 12월 11일에 제한적으로 개봉되었고 2010년 1월 15일에 점차 많이 개봉 됨으로써 여러 번 변경되었다. 비평가에게서 주로 혼합적인 평사를 받았으며, 그럼에도 시각 효과, 피터 잭슨의 연출력, 그리고 로넌과 투치의 연기는 호평을 받았다. 영화는 개봉 첫 주말에 한정판으로 3개의 극장에서 상영 되었지만 박스 오피스 30위를 차지한 것에도 불구하고 116,616 달러의 수익을 올렸다. 또 북미에서 4,400만 달러 이상의 수익을 냈다. 이 영화는 골든 글로브상, 미국 배우 조합상, 영국 아카데미상(BAFTA) 및 미국 아카데미상에 후보 지명 등 많은 상을 수상했다.

## 줄거리
호기심 많고 하고 싶고 되고 싶은 게 너무나 많은 14살 수지 샐몬(시얼샤 로넌 분)은 평소 좋아하던 남자아이로부터 데이트 신청을 받던 날 이웃집 아저씨 하비(스탠리 투치 분)에게 살해되면서 본격적인 이야기가 시작 된다. 수지의 영혼은 살인범에 대한 분노와 가족, 사랑에 대한 미련 때문에 천상으로 가지 못하고 비통에 잠긴 가족과 남자아이 그리고 또 다른 목표물을 겨냥하는 살해범 주변을 맴도는데...

## 배역
- 시얼샤 로넌 - 수지 샐몬 역, 주인공 & 내레이션[4]
  - 에블리 레논 - 어린 수지 (3세)
- 마크 월버그 - 잭 샐몬 역, 수지의 아버지[5][6][7][8]
- 레이철 바이스 - 에비가일 샐몬 역, 수지의 엄마
- 수전 서랜던 - 린 역 - 수지의 할머니[9][10]
- 스탠리 투치 - 조지 하비 역, 수지를 살인한 연쇄살인범[11][12][13]
- 마이클 임페리올리 - 렌 페네르먼 형사 역[14]
- 로즈 맥아이버 - 린지 샐몬 역, 수지의 여동생[15]
- 크리스천 토마스 애쉬데일 - 버클리 샐몬 역, 수지의 남동생 역[16]
- 리스 리치 - 레이 싱 역, 수지가 좋아하는 남자아이[17]
- 찰리 색스턴 - 로날드 드레이크 역[18]
- 아만다 미칼카 - 클래리사 역,[19] 수지의 절친한 친구[19]
- 캐럴린 댄도 - 루스 코너스 역, 수지의 반친구[20][21][20]
- 닉키 수후 - 데니스 "홀리" 르 안그 역, 수지의 천국에서 절친한 친구와 하비의 또 다른 희생자.
- 제이크 아벨 - 브라이언 넬슨 역
- 토마스 맥카시 - 카덴 교장 역
- 앤드류 제임스 엘런 - 사무엘 헤클러 역